# Culo de la leona

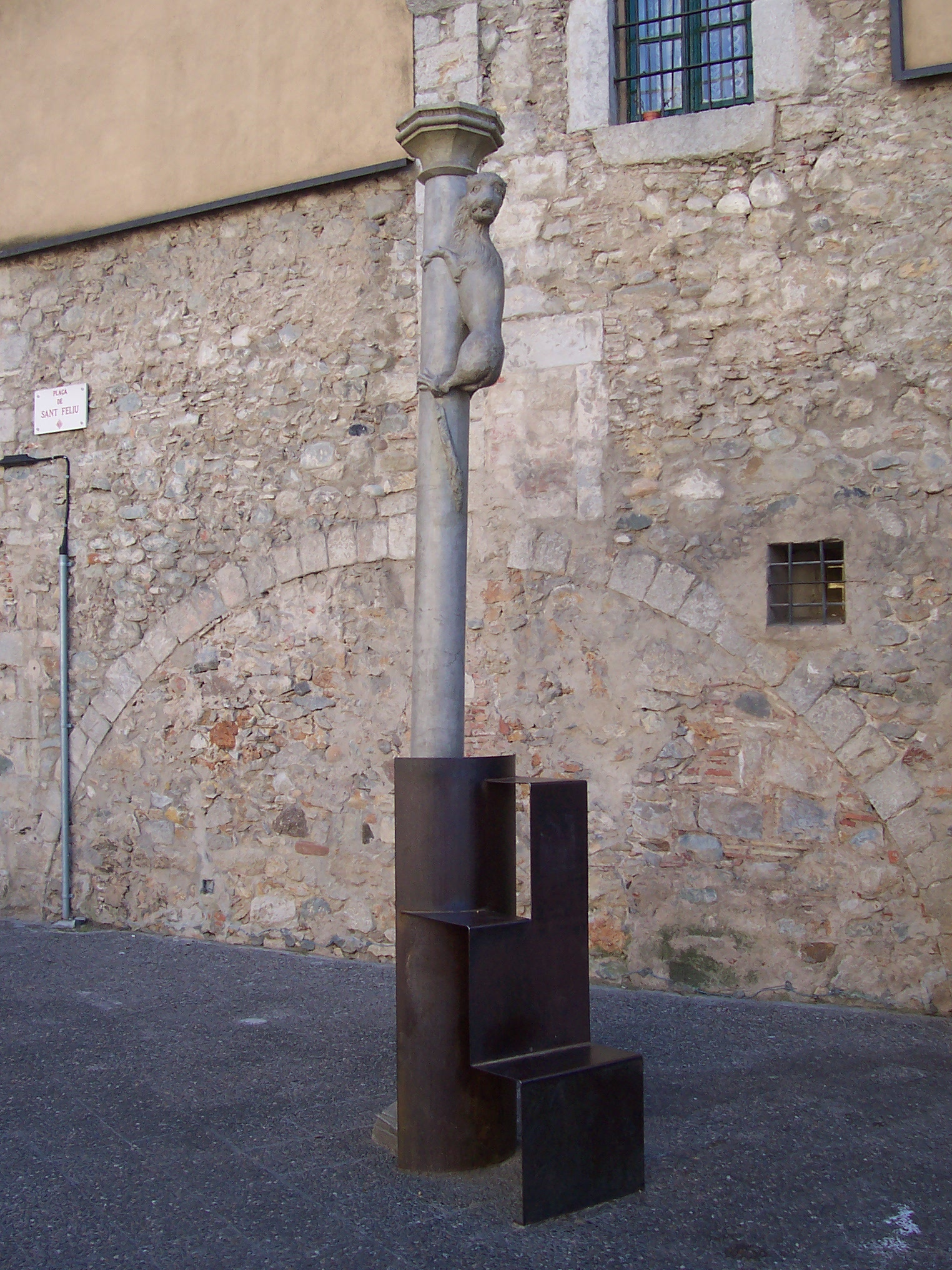
La leona con la columna y la escalera.

La famosa y conocida Leona de Gerona o, también llamada Culo de la leona es una escultura de piedra calcárea que encontramos en Gerona, datada del siglo XII. Está situada en la calle Calderers, a los pies de la escalera de la iglesia de Sant Feliu, en el Casco Antiguo de la ciudad. La figura es voluminosa en relieve, y tiene una parte de la cara y de la cola deteriorada. Consta de unas largas y grandes zarpas y tiene la cabeza girada hacia un lado. Es uno de los iconos turísticos por excelencia. 

## Simbolismo
La columna, apoyada en el suelo y cuya parte superior conecta con el cielo, expresa las relaciones entre los hombres (mundo terrenal) y la divinidad (mundo espiritual).El añadido del animal le da un carácter decorativo, artístico, que se puede interpretar de varias maneras. Este animal simboliza en el bestiario catalán la Tierra y es igualmente símbolo de la piedra filosofal. Para algunas tradiciones precristianas el león se identifica con el Sol. Aquí el león se presenta como un animal diurno victorioso sobre las tinieblas y el Mal. Por otra parte, el león es atributo del evangelista san Marcos.
En la clasificación simbólica de los animales el león se corresponde con el elemento del fuego. 

## La Leona de Gerona
No se sabe del todo cierto dónde se ejecutó esta estructura pero se especula que fue en un taller de la misma ciudad. A finales del siglo XIX la columna se cayó y se rompió en varios trozos, lo cual hizo que el propietario del edificio donde estaba situada la regalara al Museo Arqueológico. 
Otros ejemplos similares esparcidos por la geografía catalana se pueden encontrar en la iglesia parroquial de Santa Maria de Covet (Pallars Jussá), iglesia de Lladó (Alto Ampurdán), y en una de las puertas laterales de la iglesia de San Vicente de Besalú (la Garrocha).

## La leona y la visita turística
El original de la leona (antes los gerundenses decían la mona) está en la sala 5 del Museo de Arte de Girona. Se hicieron dos copias: una en 1986 y la otra, de más calidad, en 1995. Las dos copias, su ubicación y la escalerita para llegar a tocar el animal, responden a la demanda de concreción de una de las leyendas de la ciudad de Girona que tanta fortuna hicieron sobre todo a partir de los años 80 del siglo XX. El dicho dice "no puede ser vecino de Girona quien no dé un beso al culo de la leona", o bien "sólo podrás volver a Girona si has dado un beso al culo de la leona". La gente siempre quiere peregrinar, y es uno de los primeros rituales de muchos turistas apenas llegar a la ciudad.
La escalerita fue retirada por la muerte de un turista francés de 75 años en noviembre de 2015 al intentar seguir el ritual y la tradición de besar el culo de la leona pero fue colocada de nuevo, con unas correcciones muy desafortunadas. Una pequeña barandilla a la derecha, y los peldaños son antiseguridad, un peldaño completo, el siguiente la mitad, y así sucesivamente, engañando al sentido de la vista y el equilibro. Lo que sigue provocando innumerables caídas y con lesiones en muchos casos graves. En 2020 fue clausurado por el ayuntamiento como medida preventiva contra el COVID-19.